# Бачата
Бачата (ісп. bachata) — музичний стиль і парний танець домініканського походження. Танець широко поширений у країнах Карибського басейну.
Словники іспанської мови перекладають слово «Бачата» як «забава і веселощі», а втім, в Домініканській Республіці, яка є батьківщиною цього стилю, Бачата означає зустрічі і вечірки, на яких є музичний супровід.
Музичний розмір танцю Бачата — 4 / 4. Музика бачати помірного темпу.
Пісні оповідають про страждання нещасного або нерозділеного кохання і тяжкості життя. Саме тому бачату називають — «música de amargue» музикою гіркоти.

## Хореографія бачати
Бачата простий танець. Кроки здійснюються на кожен рахунок. Партнери танцюють дуже близько один до одного — це неодмінна умова бачати.
Характерний рух бачати: чотири кроки з боку в бік або вперед-назад з акцентом на останній (четвертий) крок. На четвертому кроці ногу злегка згинають в коліні і залишають у повітрі. Партнерка акцентує останній (четвертий) крок ще і рухом стегна.
Через тісний контакт з партнером різноманітності рухів в бачаті небагато: кроки вперед-назад, вправо-вліво, часто застосовуються бокові проходи, повороти дами під рукою партнера і танцювання в тіньовій позиції.
У бачаті дуже сильний акцент на рух стегон.
Незважаючи на невигадливу хореографію, це дуже інтимний і еротичний танець.

## Історія бачати
Зародилася Бачата на початку 60-х років XX століття в Домініканській республіці за часів напруженої соціальної обстановки, що склалася після повалення диктатора Рафаеля Леонідаса Трухільйо Моліни. Однак окремі дослідники стверджують, що існують джерела, де згадується бачату і в більш ранній час — в 1922 і 1927 роках. Бачата це поєднання болеро і домініканського сона. На її становлення здійснили суттєвий вплив такі виконавці і композитори, як тріо Лос Панчос, тріо Матаморос, Хуліо Харамільйо.
У ті часи бачатою або кумбанчатою (ісп. bachata, ісп. cumbanchata) називалися галасливі вечірки бідняків. Ці збіговиська бідноти влаштовувалися де завгодно — у внутрішніх двориках будинків або ж просто в тіні дерев на вулицях. Музика таких вечірок вважалася вульгарним породженням нижчих класів, піснями жебрацьких кварталів, що оповідали про проблеми бідняків, нерозділеного кохання та інших життєвих негараздах.
Новостворений жанр зустрів на своєму шляху перешкоди, на подолання яких було витрачено понад тридцять років. Тривалий час бачата вважалася вульгарною музикою нижчих верств, про яку говорили, що вона соромить домініканців. Бачата не допускалась на радіо, не продавалась у музичних магазинах, розташованих у престижних районах домініканських міст.
Довгий час в Домініканській Республіці існував негласна заборона бачати як «низького жанру»: пісні в цьому стилі не ставилися на дискотеках і не передавалися по радіо (виняток становила лише станція «Радіо Гуарачита» (Radio Guarachita), записи не продавалися в магазинах грамзапису.

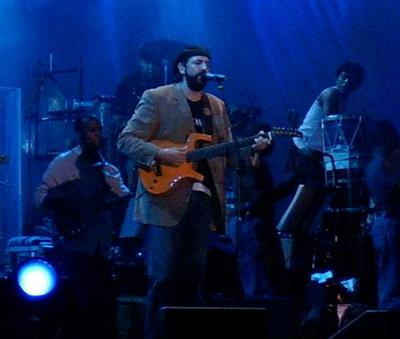
Хуан Луіс Герра Мадрид 2005 рік

До початку 90-х років в бачаті склалося три основні напрямки, пов'язані з іменами музикантів: стиль Луіса Діаса, Хуана Луіса Герри і Віктора Віктора.
Переломним часом в історії бачати стали 80-і роки XX століття. Основний віхою в сучасній історії бачати став альбом Хуана Луіса Герри «Рожева бачата» (Bachata rosa). Випущений в 1990 році, він мав величезний успіх і зломив існуюче в Домініканській Республіці упередження проти бачати; тепер вона стала популярна навіть у вищих шарах домініканського суспільства.
Економічні, соціальні і культурні перетворення в Домініканській Республіці призвели до того, що бачата набрала популярність і не тільки у себе на батьківщині, але і за її межами. З часом слова пісень стали більш вільними, іноді навіть зухвалими, а музика — більш швидкою, відповідної ритму міста.

## Сьогодення
Зараз бачата стала настільки популярною в Домініканській Республіці, що без неї не обходиться жодна дискотека, вечірка чи свято. З появою нових виконавців бачати, чия музика більш наближена до західних стандартів, популярність бачати стрімко росте за межами Домініканської республіки; її слухають тепер не тільки на батьківщині, але і в США, Мексиці, Іспанії і багатьох інших країнах. Для шанувальників соціальних танців і клубної латини бачата — це другий, після сальси, улюблений танець.

## В Україні
В Україні бачату виконують нарівні з сальсою на сальсатеках, вечірках open-air в парках на площах або прямо на алеях проспекту. Бачата можна танцювати не залежно від віку, танцювального досвіду та фізичної підготовки.
Найбільші фестивалі бачати в Україні: Kyiv Dance Festival (проходить щороку в Києві на початку березня) та SenseFest , який відбувається в останні вихідні вересня, починаючи з 2018 року.